# Ischioscia muelleri
Ischioscia muelleri is een pissebed uit de familie Philosciidae. De wetenschappelijke naam van de soort is voor het eerst geldig gepubliceerd in 1997 door Leistikow.